# محمدن ولد سيدي براهيم
محمدن ولد سيدي براهيم  (الججيات ضواحي تكند 1914 م —  نواكشوط 13.يناير 2006 م) هو اديب وشاعر شعبي موريتاني

## حياته
اسمه محمدن ولد ولد سيدي براهيم ولد محمذن فال ولد سيدي براهيم وأمه هي موگف العزة منت باب ولد هدار وهو اديب وشاعر  شعبي موريتاني ارتبط اسمه  ببرامج  الأدب الشعبي في إذاعة موريتانيا على مدي أكثر من نصف قرن بالإضافة إلى ذلك يعتبر  مدرسة في نقد وتأصيل الأدب الشعبي.
ولد لدي أخواله اهل هدار وهم من أشهر الأسر الموريتانية التي يقرض كل أفرادها تقريبا الشعر الشعبي أو بالحسانية  لَغْنَ وهي التسمية المتداولة له, حيث أخذ عنهم  فنون الشعر الشعبي  وهو لم يبلغ بعد العاشرة ومن ثم أرسلوه إلى  مدينة اندر ليدخل المدارس النظامية ، قضى فيها ثلاثة سنوات ولكن الحال لم يعجبه قتركها ورجع إلى أهله واستقر به الحال في بين مدينتي المذرذرة وتكند في منطقة إگيدي  وهناك ظهرت عبقريته وأشتهر وأصبح من كبار الشعراء التقليديين.
ومع بداية استقلال موريتانيا  عن  فرنسا سنة 1960 م  وإنشاء إذاعة موريتانيا سمع الموريتانيون لإول مرة صوت محمدن ولد ا براهيم وهو ينقل عبر امواج الإذاعة آخر ما تفتقت عنه عبقرية الشعراء الموريتانيين.
حرصه على أن يكون الأدب الحساني أدبا رصينا بكل معاني الكلمة.. يترفع عن السقوط و"التصريح"والتجريح.
- رغم المحاولات المتكررة من جميع الأنظمة التي تعاقبت على السلطة في عهده لم يقبل الأستاذ محمدن ولد سيد إبراهيم يوما أن يكون من "شعراء البلاط"؛ فلم يستطع أي نظام مدني أو عسكري إقحامه ضمن لائحة شعرائه وممجديه.
- لم يتكسب الأستاذ بالأدب ولم يشاهد يوما واحدا أمام مكتب من مكاتب الوزراء ولا المديرين ولا التجار..
- رغم مواكبته لإرهاصات نشأة الدولة الموريتانية منذ سنة 1957 في سان لويس ، ورغم صداقته الحميمة بمؤسس الجمهورية الأب المختار ولد داداه.. فقد رحل الأستاذ محمدن ولد سيد إبراهيم عن عالم الدنيا مع مطلع سنة 2006 وهو لا يمتلك شبرا واحدا من الأرض.. لا في العاصمة انواكشوط ، التي تأسست عليه ولا في المدن الداخلية..

## من شعره الشعبي
أشحالك يلمليك الماد === عت أيديك الا للجواد
شكر انبيه الْماه معتاد=== بيه الزين أزين النظام
اعْل كلت كبر اتحاد===بالله أمشعور أمقدام
واشحالك يل عمرك زاد== اعل قرن ابشهر وأعوام
وأشحالك يلِ لك معز ===ياسر من لحسان ألكرام
وأشحالت مين لا تز === دِ الكريم على السلام

## مؤلفاته
- تهذيب الأفكار في أدب الشعر الحساني المختار - بأجزائه الثلاث .